# San Salvatore (Cogorno)

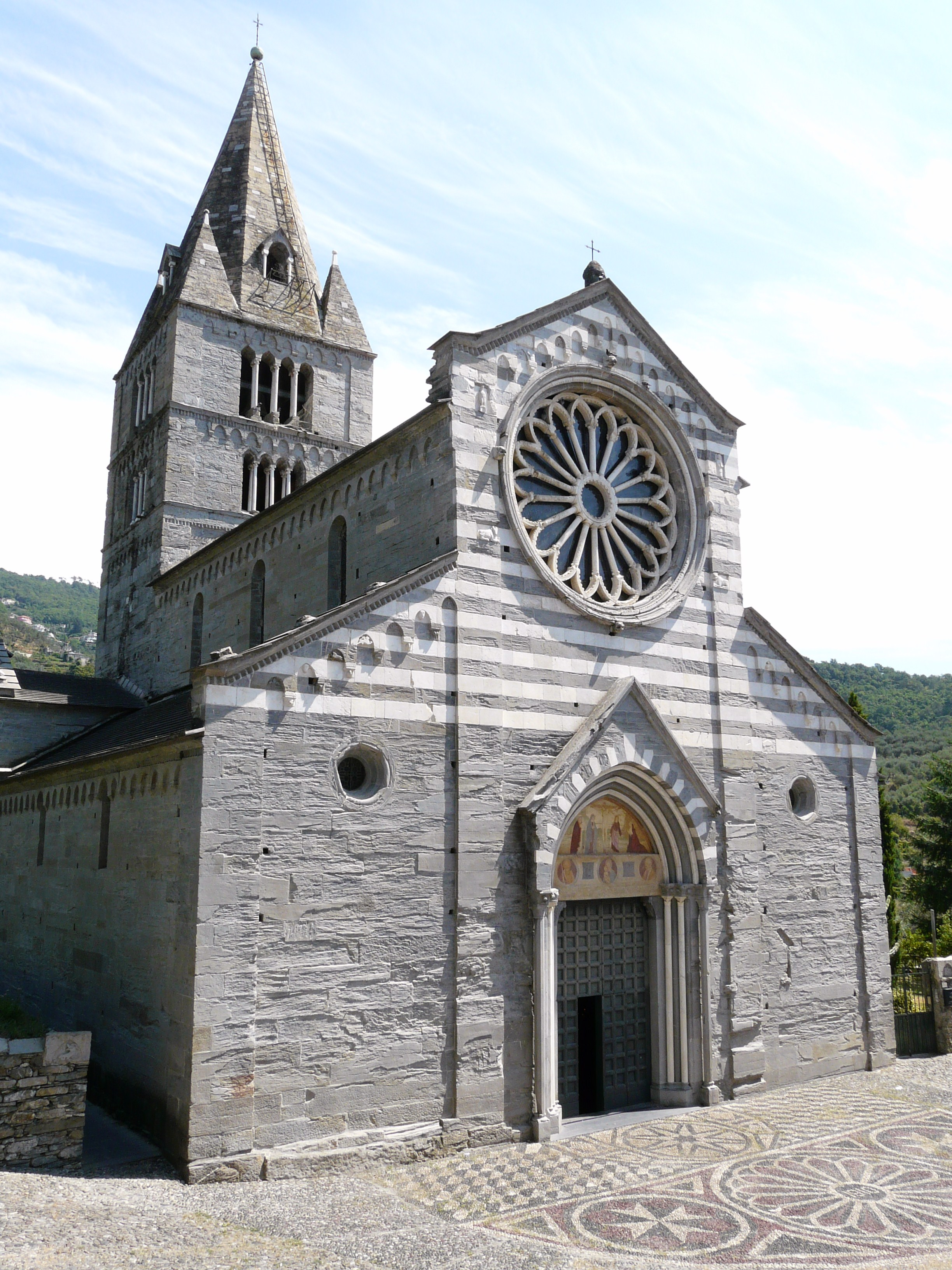
Basilica dei Fieschi

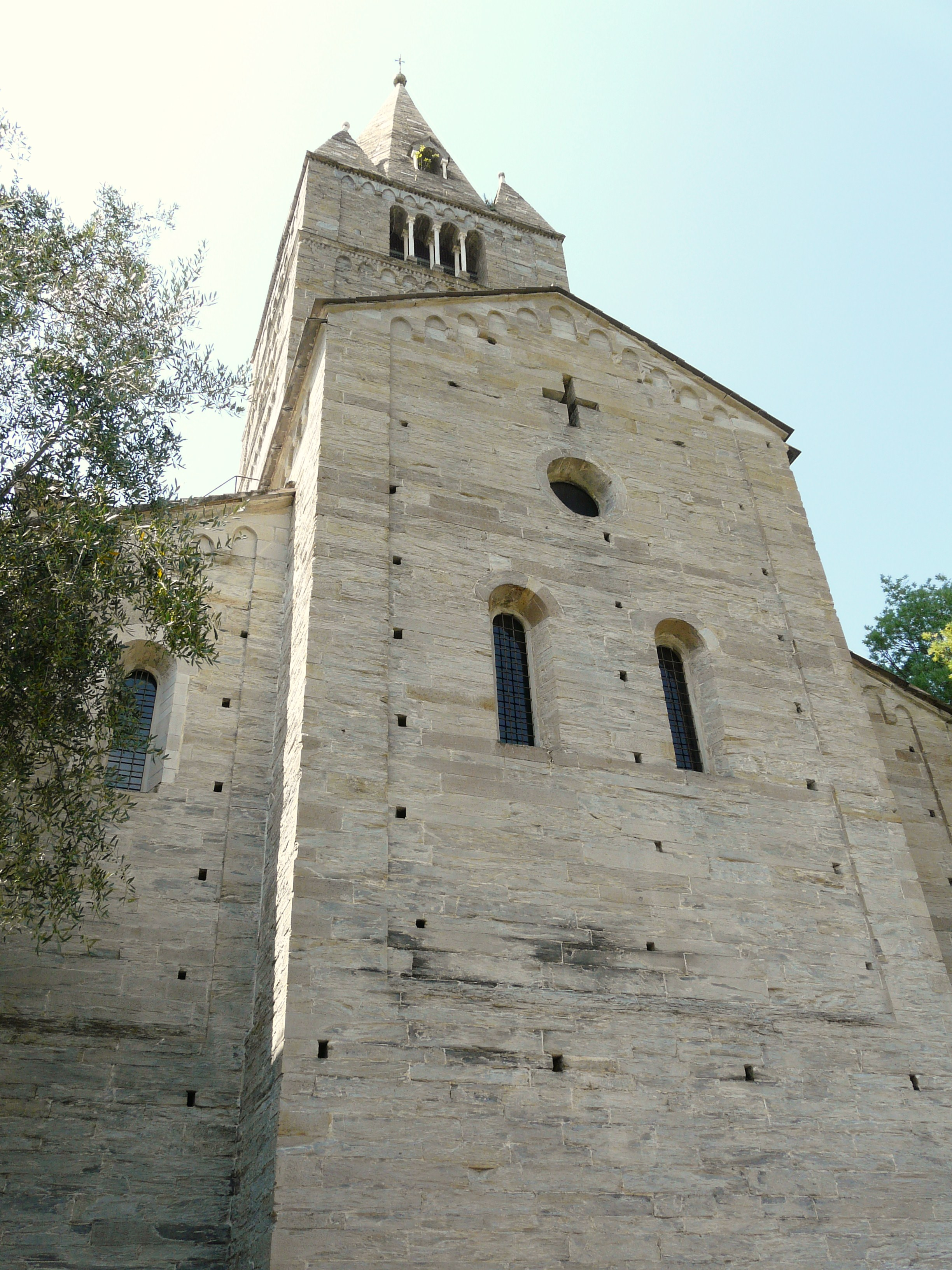
Apsisseite

Die Basilika San Salvatore ist eine römisch-katholische Kirche in der Gemeinde Cogorno im Osten der Metropolitanstadt Genua. Die Basilica dei Fieschi  genannte Pfarrkirche des Bistums Chiavari trägt ab immemorabili den Titel einer Basilica minor. Das Bauwerk an der Piazza Innocenzo IV in der Fraktion San Salvatore, in der auch die Gemeindeverwaltung liegt, wurde Mitte des 13. Jahrhunderts erbaut. Es gilt als einer der wertvollsten und am besten erhaltenen romanischen Sakralbauten in Ligurien und steht seit 1860 unter Denkmalschutz. Die Basilika steht als Komplex mit der Kirche von San Salvatore il Vecchio und dem Palazzo Comitale der Familie Fieschi auf einer Anhöhe.

## Geschichte
Die Basilika wurde 1244 von Papst Innozenz IV. erbaut, der als Sinibaldo Fieschi geboren wurde. Während des ersten Konzils von Lyon von 1245 wurden die Stadt Fiesole und die gesamte Grafschaft von Kaiser Friedrich II. schwer angegriffen und ein Großteil des Gebiets zerstört. Die Wiederaufbauarbeiten wurden erst 1252 aufgenommen, als auch der gesamte Platz neu gestaltet und ein neuer Palast – später Palazzo dei Fieschi genannt – mit einem Oratorium in der Nähe der Basilika errichtet wurde. Die Bauarbeiten dauerten mehrere Jahre, und das Gebäude wurde von Kardinal Ottobuono Fieschi, dem Neffen von Innozenz IV. und späterer Papst Hadrian V., eröffnet und geweiht. Beide sind in einem Fresko aus dem 15. Jahrhundert in der Lünette über dem Eingangsportal dargestellt. Die Kirche wurde im 19. Jahrhundert nach Plänen von Maurizio Dufour und in den 1990er Jahren restauriert.
Die Kirche war ein Anziehungspunkt für die Pilger auf der Via Francigena nach Rom. Am 14. Dezember 1880 gewährte Papst Leo XIII. den Gläubigen, die in der Woche vom 14. bis 21. September nach der Beichte und der Kommunion die Basilika besuchten, einen vollkommenen Ablass.

## Architektur

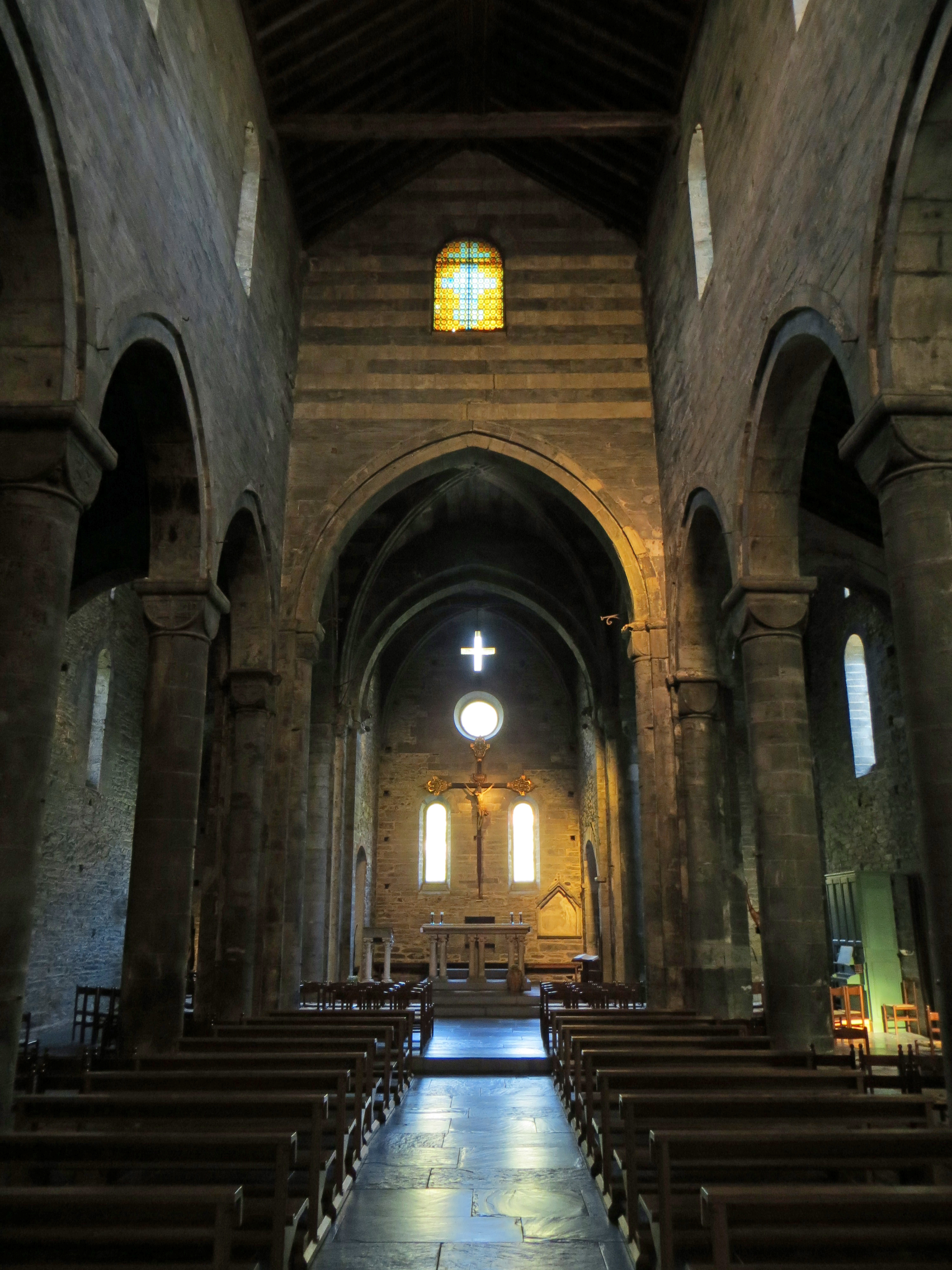
Innenraum

Den Vorplatz bildet ein Risseu, eine Komposition kleiner weißer, schwarzer und auch roter Kieselsteine. Die Fassade des Gebäudes ist mit Schiefer aus den nahe gelegenen Steinbrüchen des Monte San Giacomo verkleidet, der sich mit Bändern aus weißem Marmor abwechselt. Das schwarz-weiße Banddekor im oberen Teil der Fassade wiederholt sich an der Wand über dem Triumphbogen, am Übergang zum Gewölbe und an der Gegenfassade. In der Mitte der Fassade befindet sich eine auffällige Fensterrose, die von Marmorbögen im gotisch-romanischen Stil gekrönt wird, und das Portal weist einen Architrav mit einer lateinischen Inschrift über die Gründung und ein Fresko aus dem 15. Jahrhundert auf.
Der Glockenturm ist ein quadratischerer Vierungsturm mit einem achtseitigen, pyramidenförmigen Helm, der von vier Fialen in den Ecken flankiert wird. Im Inneren des Glockenturms befinden sich hinter den zwei Etagen mit Quadriforien 6 Glocken in D3, die von der Gießerei Picasso gegossen wurden: die fünf größten 1905 in Recco, die sechste 1977 in Avegno, ergänzend zu den anderen.
Der Innenraum der dreischiffigen Basilika zwei Reihen von Steinsäulen mit besonders verzierten Kapitellen gegliedert, auf denen das hölzerne Dach ruht. Das Querschiff und der Chor sind mit Kreuzgratgewölben überspannt.

## Ausstattung
Unter den Werken und Reliquien, die in der Basilika aufbewahrt werden, sind die in einem Kristallschrein eingeschlossenen Fragmente des wahren Kreuzes, an dem Jesus gekreuzigt wurde, von großem Wert, die von Papst Hadrian V. in die Kirche gebracht wurden.
Auf dem Boden des rechten Seitenschiffs steht die 1993 von Dell’Orto & Lanzini gebaute Orgel, die im Jahr 2000 in der Basilika aufgestellt wurde, nachdem das vorherige Instrument (von Lorenzo Paoli 1882 gebaut und bereits auf der Chorempore an der Gegenfassade aufgestellt) in das ehemalige Oratorium von San Salvatore verlegt worden war. Sie verfügt über eine rein mechanische Traktur, fünf Register auf zwei Manualen und ein Pedal ohne eigene Register.